# Datos oscuros

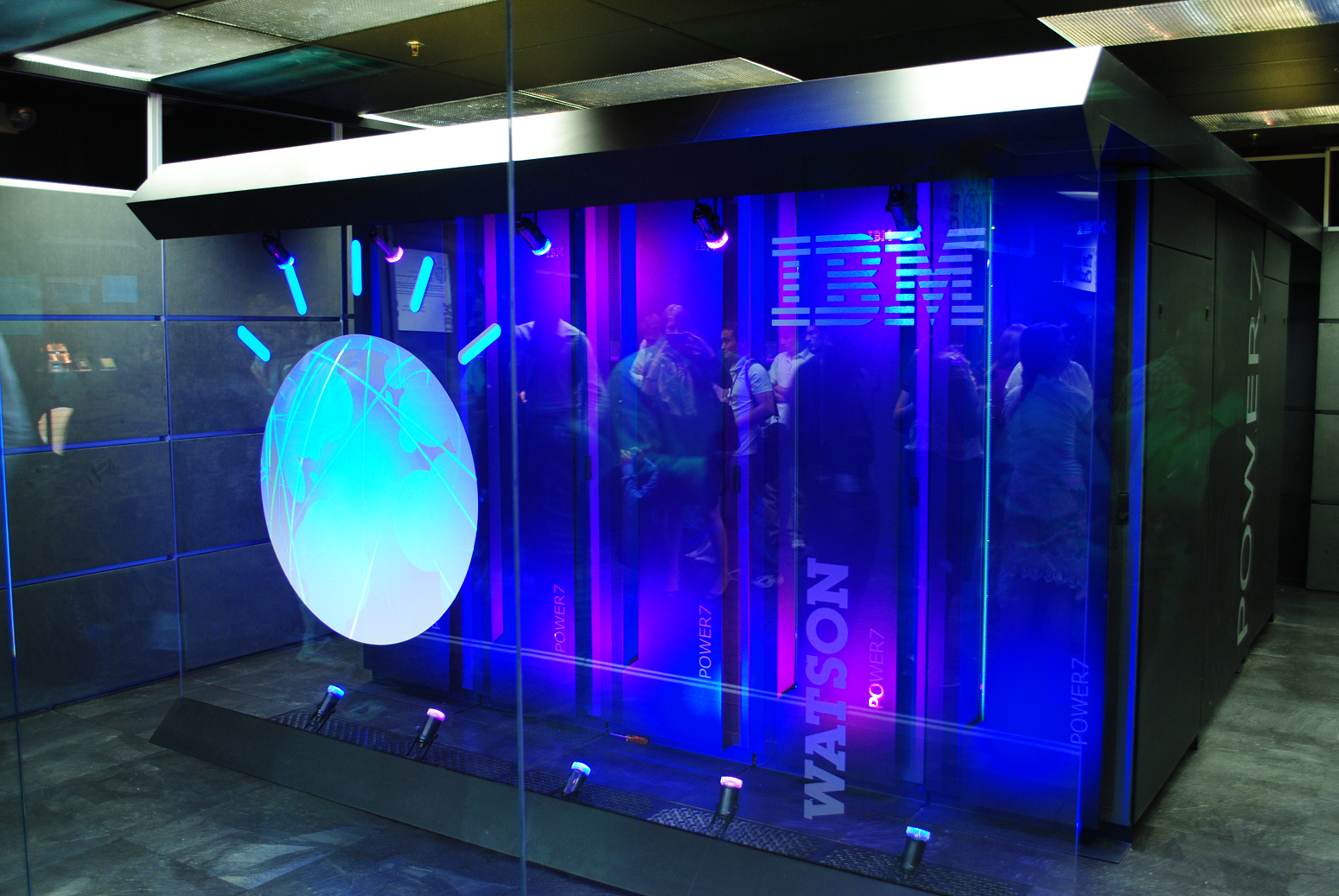
Se afirma que el IBM Watson podría utilizarse para analizar datos oscuros

Datos oscuros (en inglés: dark data) son datos adquiridos a través de operaciones en la red informáticas pero no usados para lograr conocimientos o para tomar decisiones. La capacidad que tenga una organización para recoger datos puede superar el throughput con el cual se puede analizar los datos. Hay casos en los que una organización puede no estar consciente de la acumulación y colección de datos. Según IBM alrededor del 90 por ciento de los datos generados por sensores y por conversiones analógica-digitales no son utilizados.
En un contexto industrial, la información recogida por sensores y telemáticas puede ser considerada como un ejemplo de datos oscuros. La primera definición y uso de este término apareció en la obra de la empresa Gartner.
Las organizaciones conservan datos oscuros por una multitud de razones y se estima que la mayoría de las empresas sólo analizan el 1% de sus datos. Muchas veces los almacenan para conformarse con regulaciones o para mantener su registro. Algunas organizaciones creen que los datos oscuros podrían serles útiles en el futuro y los guardan para cuando tengan mejores herramientas de análisis e inteligencia empresarial para poder procesar la información. Debido a que el costo de almacenamiento de datos es relativamente bajo, es más simple almacenarlos. Sin embargo, los gastos asociados con el almacenamiento y la seguridad de los datos suele superar los posibles beneficios que éstos traen.